# Brunška Gora
Brunška Gora este o localitate din comuna Radeče, Slovenia, cu o populație de 74 de locuitori.